# Cosmophasis psittacina
Cosmophasis psittacina är en spindelart som först beskrevs av Tord Tamerlan Teodor Thorell 1887.  Cosmophasis psittacina ingår i släktet Cosmophasis och familjen hoppspindlar. Inga underarter finns listade i Catalogue of Life.